# 芒特奧利夫 (阿肯色州康韋縣)
芒特奧利夫（英語：Mount Olive）是位於美國阿肯色州康韋縣的一個非建制地區。該地的面積和人口皆未知。

## 地理
芒特奧利夫的座標為35°11′48″N 92°33′19″W / 35.19667°N 92.55528°W，而該地的平均海拔高度為117米（即384英尺）。